# عماد الدين زنكي
المَلِكُ المَنْصُور أَبُو المُظَفَّرِ عِمَادُ اَلدِّينِ زَنْكِي بْنُ آقِ سَنقَر الحَاجِب بْنِ عَبْدِ الله (1087 م - 1146 م) قائد عسكري وحاكم مسلم، حكم أجزاء من بلاد الشام وحارب الصليبيين.
كان أبوه مملوك السلطان ملكشاه السلجوقي. ولاه الخليفة المسترشد سنة 516 هـ على الموصل بعد موافقة السلطان محمود ابن السلطان محمد بن ملكشاه وفي سنة 521 هـ ملك حلب بتوقيع السلطان محمود واستولى على (الرحبة) و (الجزيرة الفراتية) وفتح الرها سنة 539 هـ, وكان يحتلها الصليبيون بزعامة (جوسلان). في عام 541هـ توجه إلى قلعة (جعبر) على نهر الفرات في بلاد الشام وحاصرها وأصبح في إحدى الليالي مقتولا، قتله خادمه وهو راقد على فراشه ليلا، ودفن بصفين، وخلفه ابنه سيف الدين غازي في الموصل وخلفه ابنه نور الدين محمود في حلب ثم في دمشق. كان شديد الهيبة على جنده ورعيته. عظيم السياسة، يحمي الضعفاء، ويخافه الأقوياء. عمر البلاد وكانت قبله خرابا، وأشاع الأمن وقطع دابر اللصوص. كان الناس في زمانه بأنعم عيش. توفي وعمره 64 عاما
تولى الأمير كربوقا أمير الموصل تربية عماد الدين زنكي وتعهده بالعناية والرعاية وتعليمه فنون الفروسية والقيادة والقتال، وترقى في سلك الجندية حتى صار مقدم عساكر مدينة واسط ثم ظهرت كفاءته القتالية سنة 517هـ في قتاله مع الخليفة العباسي المسترشد بالله ضد دبيس بن صدقة مما جعل السلطان السلجوقي محمود يرقيه ليصبح قائد شحنة بغداد سنة 521هـ ويعطيه لقب الأتابك أي مربي الأمير، ذلك لأنه توسم فيه الخير والصلاح والنجابة، فعهد إليه بتربية ولديه ألب أرسلان وفروخ شاه.

## من قيادة إلى ولاية
بعد أن أصبح عماد الدين زنكي قائداً، حدث تغير كبير في مجرى الأحداث في منطقة الشام الملتهبة حيث توفي أمير الموصل عز الدين مسعود، وحاول بعض المنتفعين توليه ولده الصغير مكانه، ولكن قاضي الموصل بهاء الدين الشهرزوري ذهب إلى السلطان محمود وطلب منه تعيين أمير قوي وكفء للموصل التي على حدود الشام حيث الوجود الصليبي الكثيف في سواحل الشام منذ ثلاثين سنة والذي أسفر عن قيام أربع ممالك صليبية أنطاكية ـ الرها ـ طرابلس ـ بيت المقدس في الشام هذا غير سيطرة الصليبين على أغلب بلاد الشام.
بعد تفكير سريع وإمعان نظر عميق قرر السلطان محمود أن يسند ولاية الموصل وأعمالها إلى بطلنا عماد الدين زنكي، الذي لم يجد السلطان محمود أفضل منه لهذه المهمة، وكانت هذه الولاية سنة 521 هجرية، وكان هذا التاريخ إيذاناً بعهد جديد في الصراع ضد الصليبيين وفاتحة خير على الأمة كلها.

## الأوضاع على الجبهة الشامية
عندما تولى عماد الدين زنكى الموصل تسنى له أن يرى الأوضاع على الجهة الشامية عن قرب حيث كانت الصورة قاتمة فالصليبيون قد احتلوا معظم سواحل الشام وأقاموا أربع إمارات صليبية بالشام والجزيرة السورية، أما المدن والحصون التي تحت حكم المسلمين فهى تعانى من الفرقة والاختلاف والتنافر وربما التقاتل فيما بينها، فكل وال على مدينة يتعامل فيها كأنه ملك مستقل عن سائر البلاد، وأغلبهم بل كلهم يتقى شر الصليبيين ويتحاشى الصدام معهم خوفاً على ضياع ملكه وانهدام دنياه، مثل ما هو واقع اليوم بين حكام الدول الإسلامية وهذا الخذلان من ولاة الأمصار يسهل للصليبيين مهمتهم وجعل وجودهم في الشام والبلاد الإسلامية يترسخ شيئاً فشيئاً.
أضف إلى ذلك أن الأمصار الإسلامية كلها تقريباً كانت في حالة فوضى واضطراب، فالخلاف على أشده بين أمراء البيت السلجوقى بعضهم بعضاً، كذلك الخلاف بين السلطان مسعود السلجوقى والخليفة العباسي المسترشد بالله على أشده. ومن خلال النظر في هذه الأوضاع كلها قرر عماد الدين زنكى أخذ زمام المبادرة والقيام بعمل لم يسبقه فيه أحد ووضع نصب عينيه هدفاً عظيماً طالما حلم المسلمون بتحقيقه ولكن يتعد نطاقه الأحلام إلى الحقيقة، قرر البطل تحرير بلاد الشام من الوجود الصليبى.

## بناء القاعدة الصلبة
- من البديهيات الأساسية في قتال أي عدو وطرد أي محتل وتحرير أي أرض أن تكون جبهة المقاومة والدفاع واحدة صلبة مجتمعة، إذ كيف يجاهد المسلمون بصف مهترئ ممزق لذا كان أول ما سعى عماد الدين لتحقيقه هو تكوين وبناء القاعدة الصلبة للمسلمين بتوحيد الجبهة الداخلية للأرض الشام، وربما كانت هذه المهمة هي أصعب مرحلة في مراحل الانتصار.

بدأ عماد الدين زنكي بمدينة حلب الهامة في المنطقة الشمالية من بلاد الشام في 1 محرم سنة 522 هجرية أي بعد شهور قليلة من ولايته على الموصل مما يوضح أن هذا الرجل الفذ كان يملك خطة شاملة ورؤية واضحة معدة سلفاً لحركته بأرض الشام، ولم يكن ضمة لمدينة 'حلب' بالشيء السهل فلقد ظل محاصراً لها عدة شهور قبل فتحها وكان عليها بعض الطامعين المتغلبين، ثم قام بعدها بضم مدينة 'حماة' في السنة التالية 523 هجرية، ثم ضم مدينة سرجى ودارا ثم حصن الأثارب وكان بيد الصليبيين، ثم انشغل عماد الدين زنكي بالخلافات العنيفة بين الخليفة المسترشد والسلطان مسعود بل تورط فيها وذلك لعدة سنوات، ثم عاد بعدها لهدفه الأسمى وضم عدة قلاع الأكراد الحميدية والهكارية وقلعة الصور وواصل سعيه حتى استقامت له ديار بكر وإقليم الجبال سنة 528 هجرية.
- استقامت معظم بلاد الشام لعماد الدين زنكي عدا ما كان بيد الصليبيين ودمشق قلب الشام وحاضرته وقد حاول زنكي ضم دمشق سنة 529 هجرية ولكنه فشل وبقيت خارج سلطته وبقي يخطط ويفكر كيفية الوصول إلى دمشق.

بعد أن تم لعماد الدين زنكي معظم ما أراد من تكوين القاعدة الصلبة، بدأ في العمل الحقيقي والجهاد الأصيل ضد أعداء الأمة المحتلين لمقدساتها، وكان الصليبيون قبل مجيء عماد الدين زنكي يخططون للاستلاء على أرض الشام وسوريا كلها ثم مصر بعدها، فلما جاء أسد الشام الجديد صار غاية سعيهم الحفاظ على ما تحت أيديهم.
- ولما ازدادت قوة عماد الدين زنكي في حلب وثقلت وطأته على الصليبيين في الشام فكروا في الاستعانة بإمبراطور القسطنطينية 'عمانوئيل' ورغم الاختلاف المذهبي بينهم فهم كاثوليك وهو أرثوذكسي إلا إنهم في النهاية صليبيون فوافق 'عمانوئيل' على نجدتهم.

## رجل المهام الصعبة
أصبحت بلاد الشام في موقف حرج بالغ الخطورة فإمبراطور بيزنطة 'عمانوئيل' جاءها بجيوش جرارة سنة 532 هجرية واخترق أسيا الصغرى ولم يقدر أحد من سلاجقة الروم على إيقافه ودخل إلى سوريا بعد أن استولى على مدينة 'بزاعة' وهي قريبة من حلب فغدر بأهلها بعد أن أعطاهم الأمان فقتلهم وسبى نسائهم ووهنا وقعت المنطقة بين مطرقة إمبراطور بيزنطة وسندان الصليبيين الفرنجة بالشام وهنا برز رجل المهام الصعبة.
بعد نظر وتمعن في هذه النازلة العامة قرر عماد الدين زنكى العمل في إتجاهين:ـ
- الاتجاه الأول: مناوشة إمبراطور بيزنطة بشن حرب عصابات على معسكره باستخدام المجاهدين المتطوعين في الشام ضد الأعداء بالكر والفر وإظهار القوة والشجاعة وإرسال رسائل تهديد ووعيد لهذا الإمبراطور على الرغم من الفارق الضخم بين القوتين وذلك من أجل إرهاب البيزنطيين ومنعهم من التقدم.
- الاتجاه الثاني: إيقاع الخلاف بين البيزنطيين والفرنجة، فلقد كان عماد الدين زنكي من دواهي العصر ذكاءً وفطنة وحدة بصيرة فلقد استغل الخلاف المذهبي بين الأرثوزكس والكاثوليك للتفريق بينهما، فأرسل إلى إمبراطور بيزنطة يخوفوه من نكصان الفرنجة للعهود وأنهم يتربصون به فإن فارق مكانه الذي فيه 'قلعة شيزاز' بالقرب من حماة سيتخلفون عن نصرته ثم أرسل إلى الصليبيين الفرنجة يخوفهم من إمبراطور بيزنطة ويقول لهم إن ملك بالشام حصناً واحداً ملك بلادكم جميعاً.

نجحت خطة عماد الدين زنكي ووقع الخلاف بين الطرفين وانسحب الإمبراطور من الشام وترك المجانيق وأسلحة كثيرة بحالتها غنمها جيش الشام، وحرروا أسرى المسلمين، وارتفعت مكانة عماد الدين بين المسلمين وعظمت هيبته في صدور الصليبيين وأثبت للجميع أنه رجل المهام الصعبة. وقد حاول بعدها فتح دمشق ولكنه فشل بسبب حصانتها وقوة حاكمها معين الدين أنر فلم يستطع عماد الدين تحقيق حلمه في أهم مدن الشرق.

## فتح الرها
تقع إمارة الرها في منطقة الجزيرة الفراتية وهي المنطقة الواسعة الواقعة بين نهر الفرات ونهر دجلة، وقد فتحها المسلمون سنة 17 هجرية، و'الرها' من البلاد التي كان لها خصوصية عند البيزنطيين لأنها إحدى المدن الدينية عندهم وكانت تنتشر بها الكنائس والصوامع، وأيضا لها خصوصية عند المسلمين لكونها على حدود الدولة الإسلامية المشتركة مع الدولة البيزنطية، وكان الخلفاء دائمي الاهتمام بهذه المنطقة، ولكن مع ضعف الخلافة العباسية وخروج كثير من أجزاءها عن سيطرتها تعرضت منطقة الرها للعدوان المتكرر من البيزنطيين.
- وعندما انطلقت شرارة الحملات الصليبية احتل الصليبيون 'الرها' وأقاموا بها أول إمارة صليبية في منطقة الجزيرة السورية وذلك سنة 492 هجرية. كان أميرها صليبي اسمه 'جوسلين' ففهم من تحركات عماد الدين زنكي أنه يخطط لفتح الرها فعمد إلى تقوية دفاعاتها والمبالغة في تحصينها وظل مقيماً في الرها لا يفارقها أبداً رغم أن زوجته وأولاده بفرنسا ولكنه صبر في فراقهم من أجل الدفاع عن الرها وهكذا يكون عزم الرجال وهمة القادة.
- كان عماد الدين زنكي يعرف قدر 'جوسلين' ودهائه وحنكته لذلك وضع خطة في غاية الذكاء فهو كما يقولون [لا يفل الحديد إلا الحديد] فلقد أظهر عماد الدين أنه مشغول بحرب القبائل الكردية التي تسيطر على قلاع كثيرة في منطقة ديار بكر 'جنوب تركيا الآن' ولا تقبل الانضمام لصف عماد الدين زنكي لدواعي عصبية وقبلية، وبالفعل انطلت هذه الخدعة على 'جوسلين' الذي خفف من شدة التحصينات وتراخى في دفاعاته حتى أنه قد سافر لزيارة أهله في فرنسا، وكان عماد الدين زنكي قد بث العيون التي ترافع له الأخبار ليل نهار فلما علم مغادرة 'جوسلين' وتراخت الدفاعات، نادى في معسكر جيشه بالاستعداد للهجوم على الرها.
- كان عماد الدين من أشجع الناس وأقواهم وأجرؤهم في القتال لا يجاريه أحد من جنده في ذلك، وقبل القتال وضع عماد الدين مائدته للطعام وقال [لا يأكل معى على المائدة إلا من يطعن معي غداً باب الرها] وهي كناية عن شدة القتال والشجاعة لأن طاعن الباب يكون أول فارس في الجيش يصل لباب المدينة ولا يفعل ذلك إلا أشجع الناس، فلم يجلس معه على المائدة إلا صبي صغير فقيل له :ارجع ما أنت في هذا المقام، فقال له عماد الدين زنكي القائد المربي القدوة الذي يعرف كيف يحمس الشباب والنشء ويحفز طاقاتهم [دعوه فوالله إني أرى وجهاً لا يتخلف عني] وبالفعل أثمرت هذه الكلمات عن طاقة جبارة عند الصبي فكان أول طاعن وأول بطل في هذه المعركة وفتحت المدينة في 6 جمادى الآخرة سنة 539 هجرية وكان لفتحها رنة شديدة في العالمين الإسلامي والصليبي، فلقد كان أعظم انتصار حققه المسلمون على الصليبيين منذ دخولهم للشام منذ خمسين سنة، وأعاد ذاكرة الانتصارات لهم وسرت روح جهادية كبيرة عند المسلمين بعدها وعادت لهم الثقة وتغلبوا على الهزيمة النفسية تجاه الصليبيين والتي أقعدتهم عن السعى للتحرير عشرات السنين.
- أما الصليبيون فقد نزلت بهم أعظم المصائب وفقدوا أهم إمارة صليبية لهم بالمنطقة، ولقد قاموا بحملتهم الصليبية الثالثة على الشام سنة 543 هجرية لاسترجاع الإمارة ولكنهم فشلوا.

## مقتله
بعد الانتصار في 'الرها' ضاقت السبل على أعداء الإسلام وأصبح كيانهم الصليبي بالشام والذي بنوه في خمسين سنة في خطر حقيقي في ظل وجود هذا الأسد الرابض، وبعد أن أعيتهم الحيل في ميادين القتال وصار ينتصر الأسد عماد الدين زنكي عليهم في كل موطن من الجزيرة الفراتية والشام، قرروا اللجوء إلى سلاح الغدر والخيانة والأيدي القذرة التي لا تعمل إلا في الظلام. فكر الصليبيون في كيفية التخلص من عماد الدين زنكي وبعد تفكير وتقليب في من سيقوم بهذه المهمة قرروا إسناد مهمة الاغتيال الي جماعة معروفة بذلك وبالفعل وفي 6 ربيع الآخر سنة 541 هجرية وقام عماد الدين زنكي يحاصر أحد القلاع المطلة على نهر الفرات واسمها 'قلعة جعبر' قامت مجموعة من الباطنية بالاتفاق مع الصليبيين بعد أن قبضوا الثمن بالتسلل إلى معسكر عماد الدين زنكي واندسوا بين حراسه وفي الليل دخلوا عليه خيمته وهو نائم وقتلوه
- قال ابن الأثير الجزري في وصفه [كان شديد الهيبة في عسكره ورعيته عظيم السياسة لا يقدر القوى على ظلم الضعيف وكانت البلاد قبل أن يملكها خراباً من الظلم وتنقل الولاة ومجاورة الفرنجةً-، فعمرها وامتلأت أهلاً وسكاناً، وكان أشجع خلق الله ].
- وقال عنه ابن كثير الدمشقي [وقد كان زنكي من خيار الملوك وأحسنهم سيرة وشكلاً وكان شجاعاً مقداماً حازماً خضعت له ملوك الأطراف وكان من أشد الناس غيرة على نساء الرعية وأجود الملوك معاملة وأرفقهم بالعامة].